# Desulfovibrio vulgaris
Desulfovibrio vulgaris es una especie de bacteria gramnegativa reductora de sulfato de la familia Desulfovibrionaceae. También es una bacteria anaeróbica reductora de sulfato que es un organismo importante involucrado en la biorremediación de metales pesados en el medio ambiente. Desulfovibrio vulgaris se utiliza a menudo como organismo modelo para las bacterias reductoras de azufre, y fue la primera de estas bacterias en cuyo genoma se secuenció. Es de naturaleza ubicua y también se le ha implicado en una variedad de infecciones bacterianas humanas, aunque puede que solo sea un patógeno oportunista. Este microbio también tiene la capacidad de soportar ambientes de alta salinidad, lo que se logra mediante la utilización de osmoprotectores y sistemas de eflujo.

## Descripción
Desulfovibrio vulgaris es una bacteria reductora de sulfato (SRB) que desempeña un papel importante en el ciclo de los elementos. El metabolismo de los SRB contribuye a la biorremediación al aumentar su pH. Los SRB también desempeñan un papel clave en los ciclos biogeoquímicos. Los estudios han demostrado que los SRB crecen mejor con hidrógeno y sulfato.

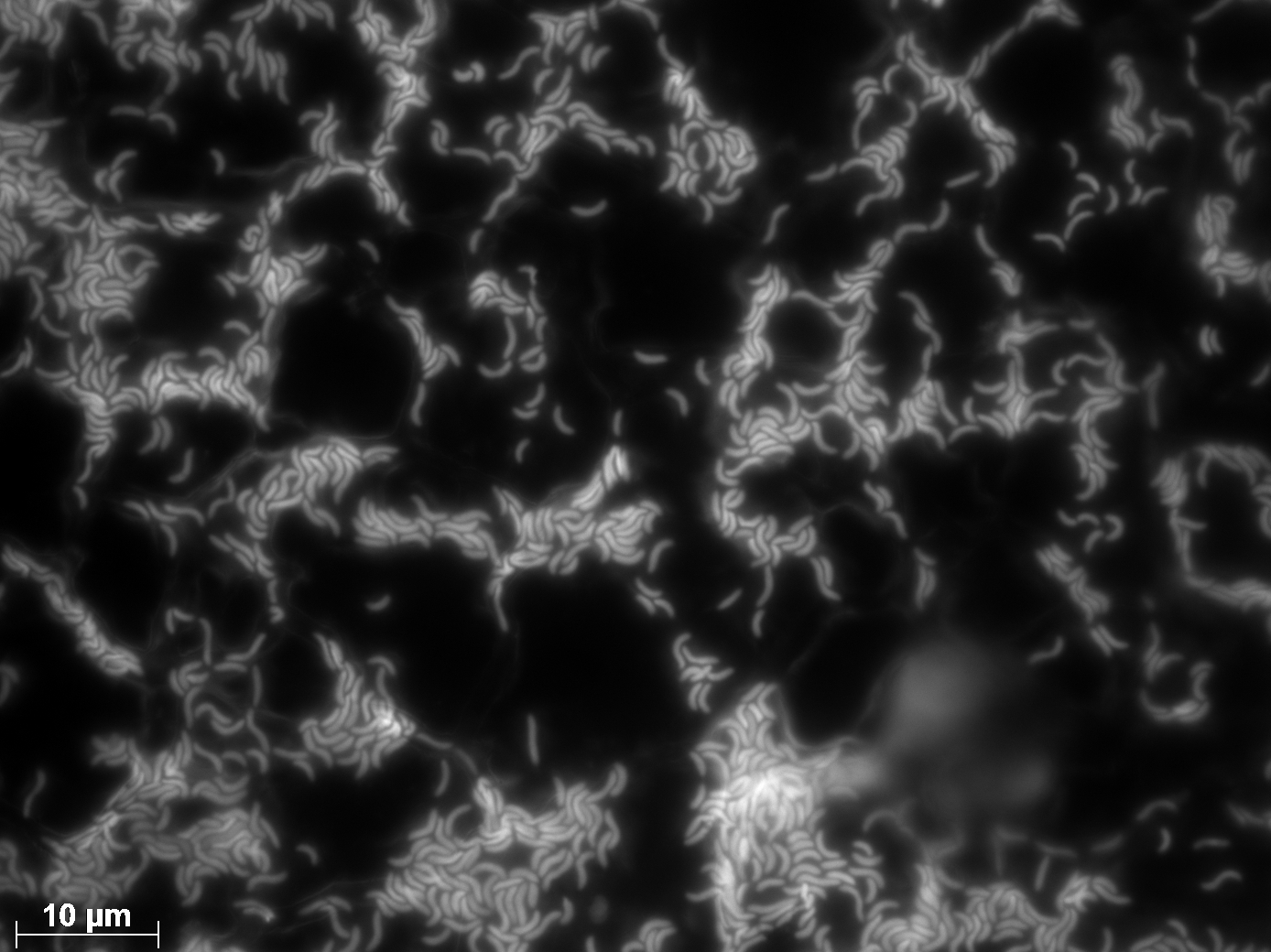
Células estrechamente relacionadas de Desulfovibrio alaskensis en acero inoxidable.

Desulfovibrio vulgaris puede utilizarse para eliminar metales del medio ambiente debido a su producción de sulfuro de hidrógeno. También puede realizar este proceso estando expuesto a altas concentraciones de cloruro de sodio. Durante la remoción de metales de las pilas de desechos mineros, hubo una eficiencia de remoción del 99% mediante bacterias reductoras de sulfato. Sin embargo, se ha descubierto que, en concentraciones elevadas, los metales pesados pueden resultar tóxicos para D. vulgaris. D. vulgaris también puede reducir el metal Cr(VI) altamente tóxico a un Cr(III) menos tóxico y menos soluble.
Cuando Desulfovibrio vulgaris se expone a una mayor salinidad, responde con la regulación positiva de los genes de quimiotaxis y la regulación negativa de la biosíntesis flagelar. La regulación positiva de los genes de quimiotaxis puede ayudar a alejar las células del entorno estresante. Otra respuesta común es la acumulación de moléculas pequeñas, polares y neutras que sirven como osmoprotectores, como la glicina betaína (GB) y la prolina. Estas moléculas pueden sintetizarse en la célula o importarse. Sin embargo, GB solo se importa a la célula y la prolina no es la molécula preferida por Desulfovibrio vulgaris.
Este microbio también responde al aumento de la salinidad utilizando sus sistemas de eflujo para bombear el exceso de iones de sal fuera de la célula. Este proceso, así como la importación de GB, requiere más energía de la que normalmente necesitan las células. Desulfovibrio vulgaris también responde aumentando los niveles de transcripción de todos los miembros del operón Hmc, lo que indica que la canalización de electrones aumenta durante el estrés salino. Una característica notable de Desulfovibrio vulgaris es que cambia para tener una estructura más alargada cuando se expone a alta salinidad, posiblemente causada por la inhibición de la replicación de ADN.
Desulfovibrio vulgaris se ha relacionado con varias infecciones bacterianas humanas, pero puede ser simplemente un patógeno oportunista. En general, Desulfovibrio puede ser un patógeno débil, pero D. fairfieldensis tiene un potencial patógeno más alto que la mayoría de las otras especies de Desulfovibrio. La mayoría de las infecciones por Desulfovibrio son susceptibles al imipenem. Estas infecciones son una causa poco frecuente de enfermedades en humanos.